# Jodie Kidd
Jodie Kidd (* 25. září 1978 Guildford) je anglická modelka, automobilová závodnice a televizní osobnost.

## Časný život
Jodie se narodila v roce 1978 jako dcera podnikatele a bývalého žokeje Johnnyho Kidda. Její pradědeček z matčiny strany byl kanadský baron Max Aitken. Matka Jodie, Wendy Madeleine Kidd, je jednou ze tří dcer Sira Johna Rowlanda Hodgeho. Teta Jodie je modelka a herečka Vicki Hodge.
Jako malá Jodie závodila v parkuru a navštěvovala školu sv. Michaela v Petworthu (Západní Sussex). Má dva sourozence - starší sestru Jemmu Kidd (narozena 1974) a bratra Jacka Kidd (narozen 1973)

## Kariéra

### Modeling
Když bylo Jodie patnáct, objevil jí fotograf Terry O'Neil na pláži v Barbadosu. Její modelingová kariéra započala, když jí Terry O'Neil seznámil s modelingovou agentkou Laraine Ashton. V jejích šestnácti letech, když začínala s modelingem byla obviněna, že mladé dívky navádí k anorexii, když se snaží napodobit její vzhled. K obvinění vedla její postava, neboť je vysoká 185 cm a v té době vážila 48 kg. Následovala přestávka osm měsíců v modelování, během níž přibrala do velikosti 14.
Jodie spolupracovala s modelkami z Capellina, Chanelu, Ernesto Esposito, Fendissime, Gai Mattiolo a mnoho dalších. Objevila se také na obálce magazínu Elle v Austrálii, Itálii, Portugalsku, Švédsku a Spojených státech.

### Závodění
Řídila Maserati a stala se známou pro dokončení nejrychlejšího okruhu v Top Gearu (série 2, epizoda 8; 6. července 2003)

## Osobní život
Ostatní zájmy Jodie jsou například pólo, golf a ježdění na koni.
Vdala se za internetového podnikatele Aidana Butlera, 10. září 2005 v kostele sv. Petra v Twinehamu (Západní Sussex). Rozvedli se po 18 měsících manželství.
5. září 2011 se narodil její první syn, jehož otcem je Andrea Vianini, Argentinský hráč póla.